# 華滋國際海洋
華滋國際海洋工程有限公司，簡稱華滋國際海洋工程和華滋國際海洋（英語：Watts International Maritime Engineering Limited，港交所：2258），在1989年，於總部上海成立前身「第三航務工程局第一工程公司」，經營中國的港口、航道及海洋工程業務，直至2001年更名為「上海三航奔騰建設工程有限公司」，董事長為王士忠。
股份在2018年11月19日於港交所主板上市。招股價為1.2至1.56港元，發行新股份數目為2.06億股，集資額為3.21億港元，用作在對集中於港口、航道及海洋工程業的中小型設計機構或研發中心的戰略股權投資；用於撥資現有中國及東南亞的項目的資金需求及現金流量；用於購買新船舶及施工設備；用於撥資營運資金和一般企業用途；用於就集團於中國及東南亞的業務招聘更多具備豐富港口建設知識及工作經驗的優秀、全方位人才，並計劃於香港建立管理中心以監察海外項目。
事實上，在2018年8月初，華滋國際海洋則以上載初步招股文件提交至港交所。

## 連結
- shbt-china.com （页面存档备份，存于）